# Zuolong salleei
Zuolong salleei es la única especie conocida del género extinto Zuolong de dinosaurio terópodo celurosauriano, que vivió a finales del período Jurásico, entre 161 y 155 millones de años, durante el Oxfordiense, en lo que hoy es Asia. 

## Descripación
En 2016, Gregory S. Paul estimó la longitud de Zuolong en 3 metros y su peso en 60 kilogramos.  El espécimen es probablemente de un animal juvenil y está bastante completo.

## Descubrimiento e investigación

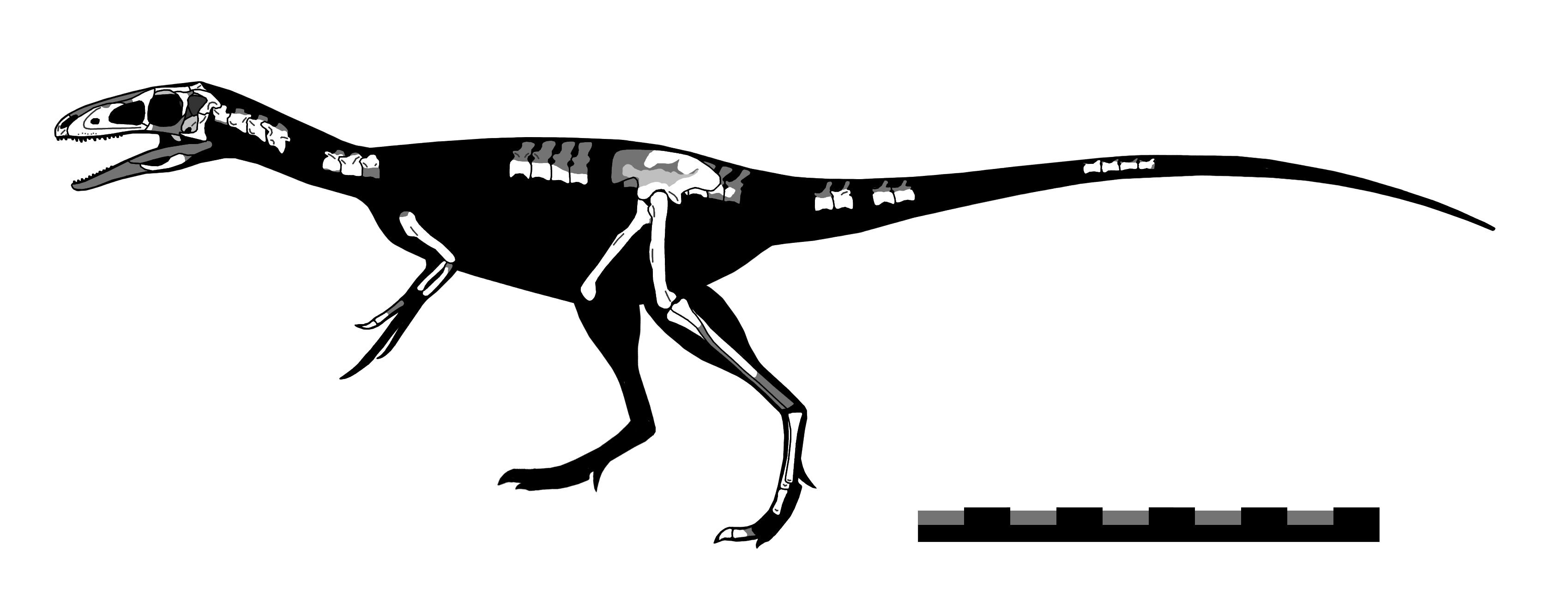
Diagrama esquemático, mostrando los restos conocidos en blanco.

El fósil holotipo de Zuolong fue encontrado en Wucaiwan, región autónoma de Xinjiang en China, y catalogado como IVPP V15912, un esqueleto parcial con el cráneo que fuera descubierto en 2001 en la parte superior de la Formación Shishugou. Era un animal subadulto que medía aproximadamente 3,1 metros de longitud y pesaba hasta 35 kilogramos. Zuolong fue nombrado por Jonás N. Choiniere, James M. Clark, Catherine A. Forster y Xing Xu, en 2010, y la especie tipo es Zuolong salleei. El nombre del género honra general Zongtang Zuo, que aseguró Xinjiang para China en el siglo XIX. El nombre específico hace lo mismo con Hilmar Sallee, cuya donación ayudó a financiar la investigación. La edad específica del espécimen holotipo es de 161,2 a 155,2 millones de años. Thomas R. Holtz Jr. considera que el holotipo es casi seguro de un terópodo juvenil.

## Clasificación
Zuolong es un celurosaurio basal, posiblemente el más basal conocido. En 2019 se descubrió que era miembro de Tyrannoraptora en una politomía con Tyrannosauroidea y Maniraptoromorpha.